# NGC 3172
NGC 3172 (známá též jako Polarissima Borealis) je čočková galaxie nacházející se v souhvězdí Malého medvěda. Je to nejbližší objekt z katalogu NGC k severnímu nebeskému pólu. Tato galaxie byla objevena Johnem Herschelem v roce 1831 a je vzdálená asi 285 milionů světelných let. Její průměr je kolem 85 tisíc světelných let.
V NGC 3172 byly pozorovány dvě supernovy. Supernova SN 2010af (typu Ia, magnituda 17,2), byla objevena dne 4. března 2010. Supernova SN 2017gla (typu Ia, magnituda 16), byla objevena 1. září 2017.